# Czarna plamistość róży

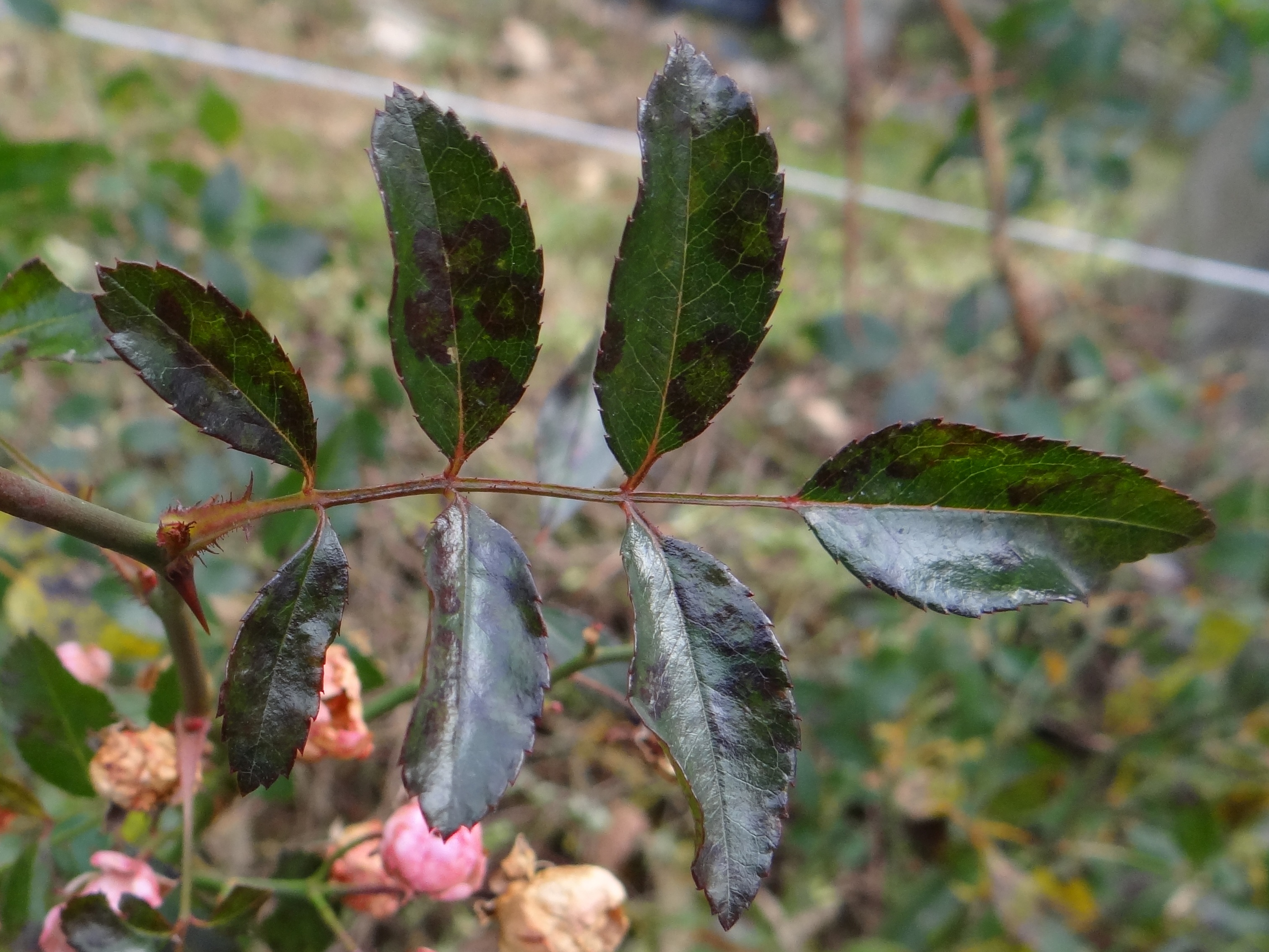

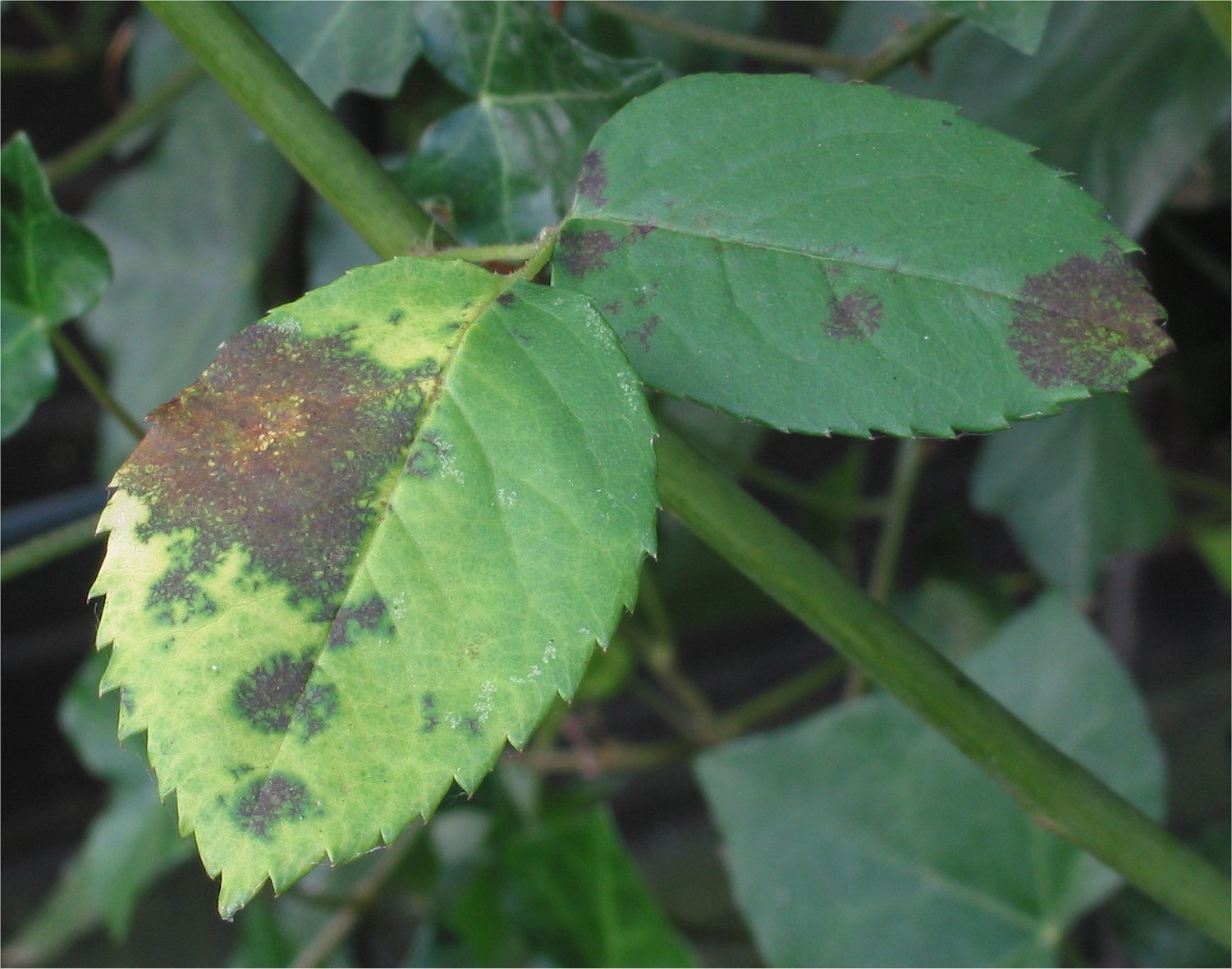

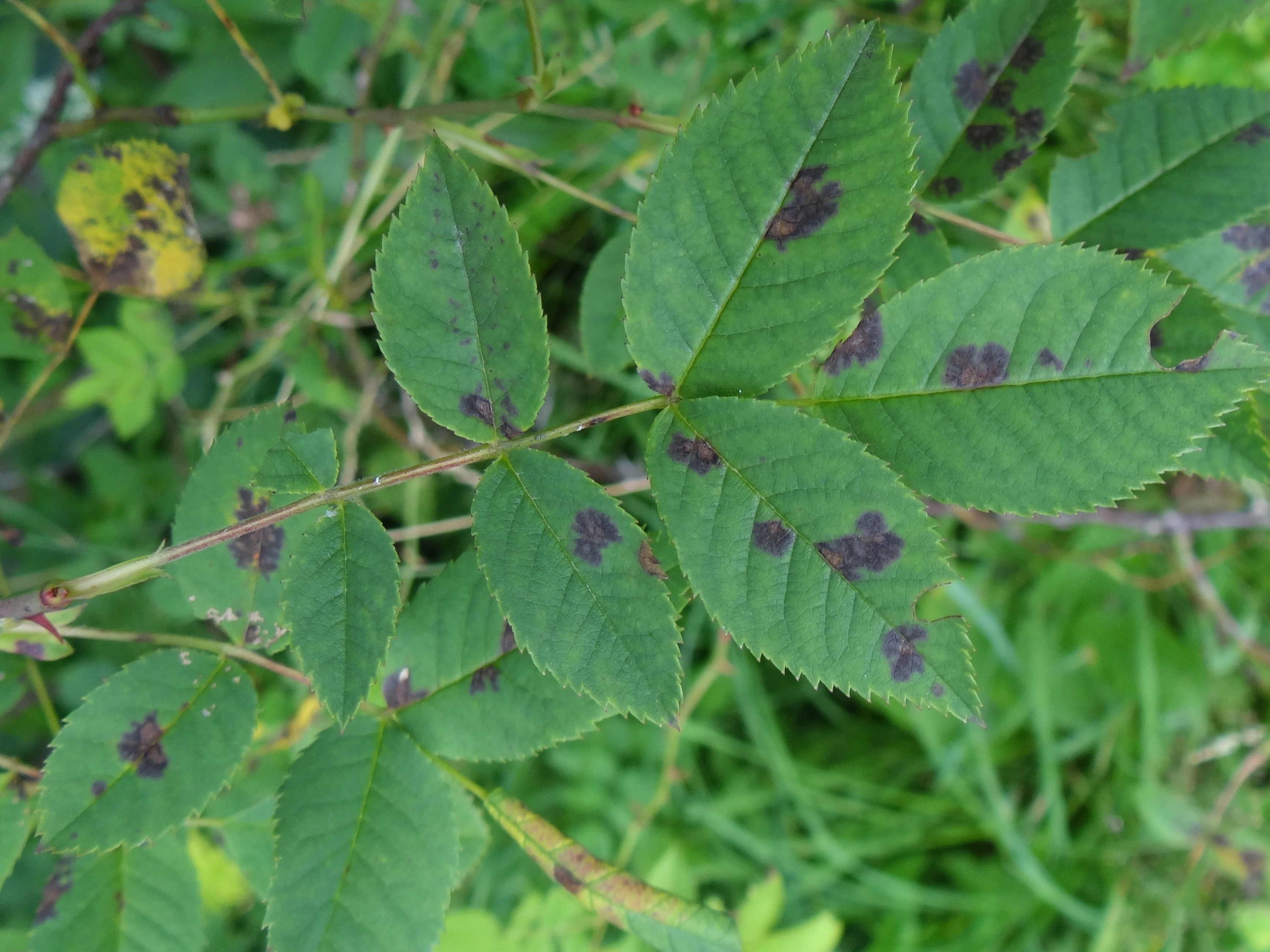

Czarna plamistość liści róży (ang. black spot of roses, leaf blotch of roses)– grzybowa choroba roślin atakująca róże. Wywołuje ją Diplocarpon rosae.

## Występowanie i szkodliwość
Choroba rozprzestrzeniona jest na całym świecie. Jest uważana za najgroźniejszą chorobę róż uprawianych w gruncie. Jej szkodliwość polega na tym, że powoduje przedwczesne opadanie porażonych liści. Opanowane przez chorobę krzewy łatwiej przemarzają, a w następnym sezonie wegetacyjnym słabiej kwitną. Ponadto choroba powoduje oszpecenie krzewów, co ma znaczenie, róże bowiem uprawia się w celach dekoracyjnych.

## Objawy
Pojawiają się głównie na liściach, ale czasami także na ogonkach liściowych, przylistkach, działkach kielicha, pąkach, owocach i niezdrewniałych pędach. Najwcześniej objawy pojawiają się na liściach. Mają postać okrągłych i drobnych plamek o brunatnej barwie. Plamy te stopniowo rozrastają się, ciemnieją i często zlewają z sobą. Stają się ciemnobrunatne, a w końcu niemal czarne. Podobne, ale drobniejsze plamki mogą występować na innych częściach rośliny. Na wszystkich tych plamach z czasem tworzą się bardzo drobne, czarne wypukłości (plamki). To acerwulusy, w których powstają zarodniki konidialne. Silnie porażone liście żółkną i przedwcześnie opadają – już w drugiej połowie lata.

## Ochrona
Zasadnicze znaczenie ma zapobieganie chorobie przez wygrabianie i niszczenie liści i pędów, na których zimuje patogen. Porażone pędy należy jesienią wyciąć i spalić. Ważne jest także unikanie zagęszczenia plantacji, a więc przestrzeganie przy sadzeniu właściwego odstępu między rzędami oraz sadzonkami w rzędzie. Umożliwia to szybsze wysychanie liści, a przez to zmniejsza skuteczność infekcji.
Najlepszym rozwiązaniem jest uprawa odmian odpornych na tę chorobę. Jeśli jednak uprawiamy odmiany podatne, należy stosować ochronę chemiczną. Opryskiwania fungicydami rozpoczyna się od momentu pojawienia się pierwszych objawów. Zaleca się wykonanie co najmniej 3 opryskiwań w odstępie 7–14 dni. Używa się do tego celu fungicydów ditiokarbaminianowych, tiokarbamylowych (mankozeb, metiram), chloronitrylowych (chlorotalonil) i beznimidazlowych (tiofanat metylowy).